# Meadow Lakes
Meadow Lakes és una concentració de població designada pel cens dels Estats Units a l'estat d'Alaska. Segons el cens del 2000 tenia 4.819 habitants.

## Demografia
Segons el cens del 2000, Meadow Lakes tenia 4.819 habitants, 1.702 habitatges, i 1.215 famílies La densitat de població era de 27,8 habitants/km².
Dels 1.702 habitatges en un 42,5% hi vivien nens de menys de 18 anys, en un 55,1% hi vivien parelles casades, en un 9,2% dones solteres, i en un 28,6% no eren unitats familiars. En el 20,9% dels habitatges hi vivien persones soles el 3,3% de les quals corresponia a persones de 65 anys o més que vivien soles. El nombre mitjà de persones vivint en cada habitatge era de 2,83 i el nombre mitjà de persones que vivien en cada família era de 3,3.
Per edats la població es repartia de la següent manera: un 33,4% tenia menys de 18 anys, un 7,1% entre 18 i 24, un 32,5% entre 25 i 44, un 22,2% de 45 a 60 i un 4,9% 65 anys o més.
L'edat mediana era de 33 anys. Per cada 100 dones hi havia 113,8 homes. Per cada 100 dones de 18 o més anys hi havia 111,5 homes.
La renda mediana per habitatge era de 41.030 $ i la renda mediana per família de 47.534 $. Els homes tenien una renda mediana de 40.948 $ mentre que les dones 26.148 $. La renda per capita de la població era de 17.295 $. Aproximadament el 12,3% de les famílies i el 17,1% de la població estaven per davall del llindar de pobresa.

## Poblacions més properes
El següent diagrama mostra les poblacions més properes.